# Star Trek: Nemesis
Star Trek: Nemesis – amerykański film science-fiction z 2002 roku z Patrickiem Stewartem oraz Tomem Hardy’em w rolach głównych. Jest dziesiątym filmem pełnometrażowym osadzonym w realiach Star Trek. Reżyserem filmu jest Stuart Baird (debiut w świecie Star Trek, znany głównie jako twórca filmów sensacyjnych, między innymi: Człowiek demolka, Zabójcza broń, Zabójcza broń 2). Ścieżkę dźwiękową skomponował Jerry Goldsmith, znany powszechnie fanom, ze swych wcześniejszych kompozycji w filmach Star Trek, Star Trek V: Ostateczna granica, Star Trek: Pierwszy kontakt, Star Trek: Rebelia.

## Obsada
| Aktor           | Rola                               |
| --------------- | ---------------------------------- |
| Patrick Stewart | Kapitan Jean-Luc Picard            |
| Jonathan Frakes | Komandor/Kapitan William T. Riker  |
| Brent Spiner    | Komandor Porucznik Data/B-4        |
| LeVar Burton    | Komandor Porucznik Geordi La Forge |
| Michael Dorn    | Komandor Porucznik Worf            |
| Gates McFadden  | Doktor Beverly Crusher             |
| Marina Sirtis   | Doradca Deanna Troi                |
| Ron Perlman     | Remański Wicekról                  |
| Tom Hardy       | Pretor Shinzon                     |
| Dina Meyer      | Romulańska Komandor Donatra        |
| Jude Ciccolella | Romulański Komandor Suran          |
| Kate Mulgrew    | Admirał Kathryn Janeway            |
| Wil Wheaton     | Wesley Crusher                     |
| Whoopi Goldberg | Guinan                             |

## Fabuła
Załoga USS Enterprise NCC-1701E świętuje w przeddzień wielkich zmian. Komandor William Riker i Doradca Deanna Troi po latach postanawiają wziąć ślub. Jednocześnie Riker wkrótce ma objąć dowództwo nad własnym okrętem – USS Titan. Tymczasem na planetach Romulus i Remus, w samym sercu Gwiezdnego Imperium Romulańskiego wykuwa się przeznaczenie. W brutalnym zamachu giną Pretor i niemal wszyscy senatorowie. Z chaosu wynurza się zdolny, młody strateg, który dzięki poparciu armii przejmuje władzę w Imperium i ogłasza się Pretorem. Tymczasem Geordi La Forge wykrywa na jednej z planet w pobliżu Romulańskiej Strefy Neutralnej osobliwą sygnaturę energetyczną, która identyfikuje jako pozytronową. Kapitan Picard podejmuje decyzję by zbadać tę osobliwość. Oznacza ona bowiem z dużym prawdopodobieństwem, że na planecie w układzie Kolaris przebywa android podobny do komandora Daty. Odnaleziony mechanizm w istocie jest jedną z wcześniejszych kreacji doktora Soonga – prototypem Lore'a i Daty, o imieniu B4 (czyt. jak Before). Dowództwo Floty w osobie adm. Janeway informuje Picarda, że nowy Pretor, rzekomo pochodzący z Remusa – Shinzon – pragnie rozpocząć pokojowe negocjacje z Federacją. W tym celu Enterprise zostaje wysłany w przestrzeń romulańską. W trakcie pierwszego spotkania z Shinzonem okazuje się, że jest on klonem Picarda i że doszedł on do władzy dzięki poparciu ufających mu Reman. Shinzon próbuje zdobyć zaufanie Picarda ukazując mu wszelkie istniejące podobieństwa między nimi. Nadzieja na pokój pryska jednak, kiedy LaForge odkrywa, że na pokładzie silnie uzbrojonego okrętu Shinzona znajduje się broń masowego rażenia oparta na promieniowaniu talaronów. Mroczne serce Shinzona przesiąknięte goryczą w kopalniach Remusa nienawidzi wszystkich – zarówno Romulan jak i Ziemian. Planuje wykorzystać potężną broń do rzucenia na kolana całego Kwadrantu, rozpoczynając od zniszczenia Ziemi. Co gorsza okazuje się, że technika klonowania Shinzona była daleka od perfekcji. Aby przeżyć Shinzon potrzebuje kompletnej transfuzji krwi od kompatybilnego dawcy. Jedynym takim dawcą jest Picard. Życie Shinzona oznacza śmierć Picarda. Śmierć Picarda oznaczać będzie koniec wszelkiego życia na Ziemi.